# Victoria Paris
Victoria Paris (Great Falls, 22 novembre 1960 – Rexburg, 10 agosto 2021) è stata un'attrice pornografica statunitense.

## Biografia
Raggiunse la laurea in nutrizione presso la Montana State University prima di trasferirsi a Los Angeles nel 1987 per fare la segretaria. In 1988, iniziò a lavorare come intrattenitrice per adulti facendo la lottatrice sul fango e iniziò a posare nuda come modella prima di iniziare a recitare nei film per adulti, girando la sua prima scena Girls of Double D 7.
Nel 1990 ha vinto l'AVN Awards come Best New Starlet insieme a Tori Welles e nel 1997 è stata inserita nella Hall of Fame. Fu attrice in più di 220 pellicole pornografiche, fra le quali: The Chameleon, Beauty & the Beast II, The New Barbarians, The Seduction of Mary. È morta il 10 agosto 2021 a causa di un cancro al seno.

## Riconoscimenti
- AVN Awards
  - 1990 – Best New Starlet[8]
  - 1991 – Best All-Girl Sex Scene (video) The New Barbarians con Sabrina Dawn[9]
  - 1991 – Best Couples Sex Scene (video) Beauty and the Beast 2 con Randy West[10]
  - 1997 – Hall of Fame[11]
- XRCO Award
  - 1992 – Best Girl-Girl Scene per Snatched To The Future con Sandra Scream e Angela Summers[12]

## Filmografia
- Adventures of Buttman (1989)
- All American Girl (1989)
- Bimbo Bowlers From Buffalo (1989)
- Black Beauty (1989)
- Body Music (1989)
- Busted (1989)
- Chameleon (1989)
- Clinique (1989)
- Contessa (1989)
- Cool Sheets (1989)
- Easy Way Out (1989)
- Gang Bangs 2 (1989)
- Girl With The Blue Jeans Off (1989)
- Girls of Double D 7 (1989)
- Girls of Double D 9 (1989)
- Girls Who Dig Girls 18 (1989)
- Girls Who Dig Girls 19 (1989)
- Girls Who Dig Girls 20 (1989)
- Girls Who Love Girls 17 (1989)
- Good Things Come In Small Packages (1989)
- Handle With Care (1989)
- Head Coeds Society (1989)
- Hotel Paradise (1989)
- Illicit Affairs (1989)
- Kisses Don't Lie (1989)
- Last Rumba in Paris (1989)
- Late Night For Lovers (1989)
- Licking Lesbians 2 (1989)
- Live In Love In (1989)
- Mischief In The Mansion (1989)
- My Wildest Date (1989)
- Mystery of the Golden Lotus (1989)
- Mystic Pieces (1989)
- Naughty Neighbors (1989)
- Night Trips 1 (1989)
- On Your Honor (1989)
- Paris Burning (1989)
- Pretty Peaches 3 (1989)
- Sextectives (1989)
- Shadows In The Dark (1989)
- Stolen Kisses 1 (1989)
- Swedish Erotica Featurettes 2 (1989)
- Taste of Angela (1989)
- Temptations (1989)
- Trouble (1989)
- Twentieth Century Fox (1989)
- Voodoo Lust (1989)
- Wet Fingers (1989)
- Who Reamed Rosie Rabbit 1 (1989)
- X Dreams (1989)
- Bar Flies (1990)
- Beauty and the Beast 2 (1990)
- Behind Closed Doors (1990)
- Between My Breasts 11 (1990)
- Big Busted Catfight Fantasy (1990)
- Big Melons 26 (1990)
- Big Melons 32 (1990)
- Bigger They Come The Harder They Fall (1990)
- Bruce Seven's Most Graphic Scenes 1 (1990)
- Cat-fight Angels (1990)
- Deep Throat 4 (1990)
- Designing Babes (1990)
- Diamond Collection Double X 36 (1990)
- Diamond Collection Double X 45 (1990)
- Dirty Lingerie (1990)
- Duel of the Cats (1990)
- Fantasy Nights (1990)
- Farmer's Daughter (1990)
- Filthy Delight 3 (1990)
- Ghost Lusters (1990)
- Hot Lick Cafe (1990)
- House of Dark Dreams 1 (1990)
- House of Dark Dreams 2 (1990)
- Images Of Desire (1990)
- Introducing Victoria Paris (1990)
- Lady In Blue (1990)
- Laze (1990)
- Legal Tender (1990)
- Life Love and Divorce (1990)
- New Barbarians (1990)
- The New Barbarians 2 (1990)
- Paris by Night (1990)
- Party Doll (1990)
- Passionate Angels (1990)
- Pyromaniac (1990)
- Road Girls (1990)
- Sam's Fantasy (1990)
- Secret (1990)
- Sex Toy (1990)
- Silver Tongue (1990)
- Strange Curves (1990)
- Taste of Victoria Paris (1990)
- Tori Welles Exposed (1990)
- Vegas: Joker's Wild (1990)
- Vegas: Let It Ride (1990)
- Vegas: Royal Flush (1990)
- Vegas: Snake Eyes (1990)
- Veil (1990)
- Victoria Paris Sizzles (1990)
- Vogue (1990)
- Adult Video News Awards 1991 (1991)
- Best of Buttman 1 (1991)
- Black Obsession (1991)
- Breast Things In Life Are Free (1991)
- Breathless (1991)
- Bruce Seven's Favorite Endings (1991)
- Concept 1 (1991)
- Deep Inside Samantha Strong (1991)
- Deep Inside Victoria Paris (1991)
- Deep Throat 5 (1991)
- Hothouse Rose 1 (1991)
- Introducing Tracey Wynn (1991)
- Lesbians In Tight Shorts (1991)
- Mamm's The Word (1991)
- Oral Madness 1 (1991)
- Oral Madness 2 (1991)
- Snatched To The Future (1991)
- Stairway to Paradise (1991)
- Sweet Starlets 2 (1991)
- Vegas: Black Jack (1991)
- Will And Ed's Bogus Gang Bangs (1991)
- Will And Ed's Excellent Boner Christmas (1991)
- Adult Video News Awards 1992 (1992)
- Babe (1992)
- Backdoor Club (1992)
- Bad Girls 2 (1992)
- Beaver Juice (1992)
- Behind the Scenes (1992)
- DDD-lightfully Yours (1992)
- Fast Cars And Fast Women (1992)
- Hothouse Rose 2 (1992)
- Lesbian Pros And Amateurs 10 (1992)
- Lies Of Passion (1992)
- Mega Splash 1: Peter North (1992)
- Mind Trips (1992)
- Miracle On 69th Street (1992)
- Monumental Knockers 15 (1992)
- Only the Best of the 80's (1992)
- Ready Freddy (1992)
- Ready Willing And Anal (1992)
- Roman Goddess (1992)
- Seduction of Mary (1992)
- Sex Under Glass (1992)
- Slipping It In (1992)
- Sorority Sex Kittens 2 (1992)
- True Legends of Adult Cinema: The Erotic 80's (1992)
- Two Sisters (1992)
- Two Women (1992)
- Victoria And Company (1992)
- Victoria's Secret Life (1992)
- Women's Penitentiary (1992)
- Best of Andrew Blake (1993)
- Big Busted Wet T-Shirt Video (1993)
- Buttslammers 1 (1993)
- Deep Inside Victoria Paris (1993)
- Erotique (1993)
- Forbidden (1993)
- Licking Legends 2 (1993)
- Lost in Vegas (1993)
- Midnight Orgy (1993)
- Rocket Girls (1993)
- Sorority Sex Kittens 1 (1993)
- True Legends of Adult Cinema: The Cult Supertstars (1993)
- True Legends of Adult Cinema: The Modern Video Era (1993)
- Dirty Doc's Lesbi' Friends 1 (1994)
- Dirty Doc's Lesbi' Friends 10 (1994)
- Dirty Doc's Lesbi' Friends 4 (1994)
- Dirty Doc's Lesbi' Friends 6 (1994)
- Double Penetration 6 (1994)
- Made to Order (1994)
- Will And Ed The Curse Of Poona (1994)
- Best of Buttslammers 1 (1995)
- Best of Girls of the Double D 3 (1995)
- Russian Roulette (1995)
- Dancing in the Dark (1996)
- Sex Stories (1996)
- Sorority Sex Kittens 3 (1996)
- Decadence (1997)
- Dirty Bob's Xcellent Adventures 30 (1997)
- Sweet Innocence (1997)
- Kym Wilde's On The Edge 46 (1998)
- Deep Inside Kylie Ireland (1999)
- Meet Joe Cock (2000)
- Easy Ride Her (2001)
- Breast To Breast (2002)
- Deep Inside Ashlyn Gere (2002)
- Pussy Fingers 14 (2002)
- Swedish Erotica 4Hr 20 (2003)
- Swedish Erotica 4Hr 21 (2003)
- Barbara Dare: Dirtiest Of Dare (2004)
- Golden Age of Porn: Victoria Paris (2004)
- Great White North 1 (2005)
- Samantha Strong Collection (2007)
- Swedish Erotica 103 (2007)
- Swedish Erotica 117 (2007)
- Coat My Throat With Cum (2008)